# Trevor Żahra
Trevor Żahra M.Q.R. (ur. 16 grudnia 1947) – maltański pisarz, poeta i ilustrator. Od 1971 wydał ponad 120 książek po maltańsku; jest najlepiej sprzedającym się maltańskim autorem w historii.

## Biografia
Żahra urodził się 16 grudnia 1947 w Żejtun. Przez ponad trzy dekady pracował jako nauczyciel, ucząc w szkołach państwowych sztuki i języka maltańskiego. Był żonaty ze Stellą z domu Agius od 1971 do jej śmierci w 1989; mieli dwoje dzieci o imieniu Ruben i Marija.

## Twórczość
W 1971 Żahra wydał swoją pierwszą powieść, przygodową książkę dla dzieci zatytułowaną Il-Pulena tad-Deheb. Od tego czasu opublikował ponad 120 książek napisanych w języku maltańskim. Jest autorem powieści dla dzieci i dorosłych, a także opowiadań, poezji, zeszytów ćwiczeń i tłumaczeń. Jest najlepiej sprzedającym się maltańskim autorem w historii.
Żahra ilustruje książki dla dzieci własnymi rysunkami. W 2001 zaprojektował także dla MaltaPost zestaw dwóch znaczków pocztowych EUROPA.

## Nagrody
Żahra zdobył w swojej karierze wiele nagród literackich, w tym rekordowe 15 razy krajową nagrodę literacką Malty. Książki, które zdobyły nagrody to Taħt il-Weraq tal-Palm, Is-Seba' Tronġiet Mewwija, Ħolm tal-Milied, Lubien, Taħt Sema Kwiekeb, Provenz i X'Tixtiequ Jagħmel il-Fenek?.
13 grudnia 2004 został odznaczony medalem Midalja għall-Qadi tar-Repubblika.